# Les adoradores de l'àditon

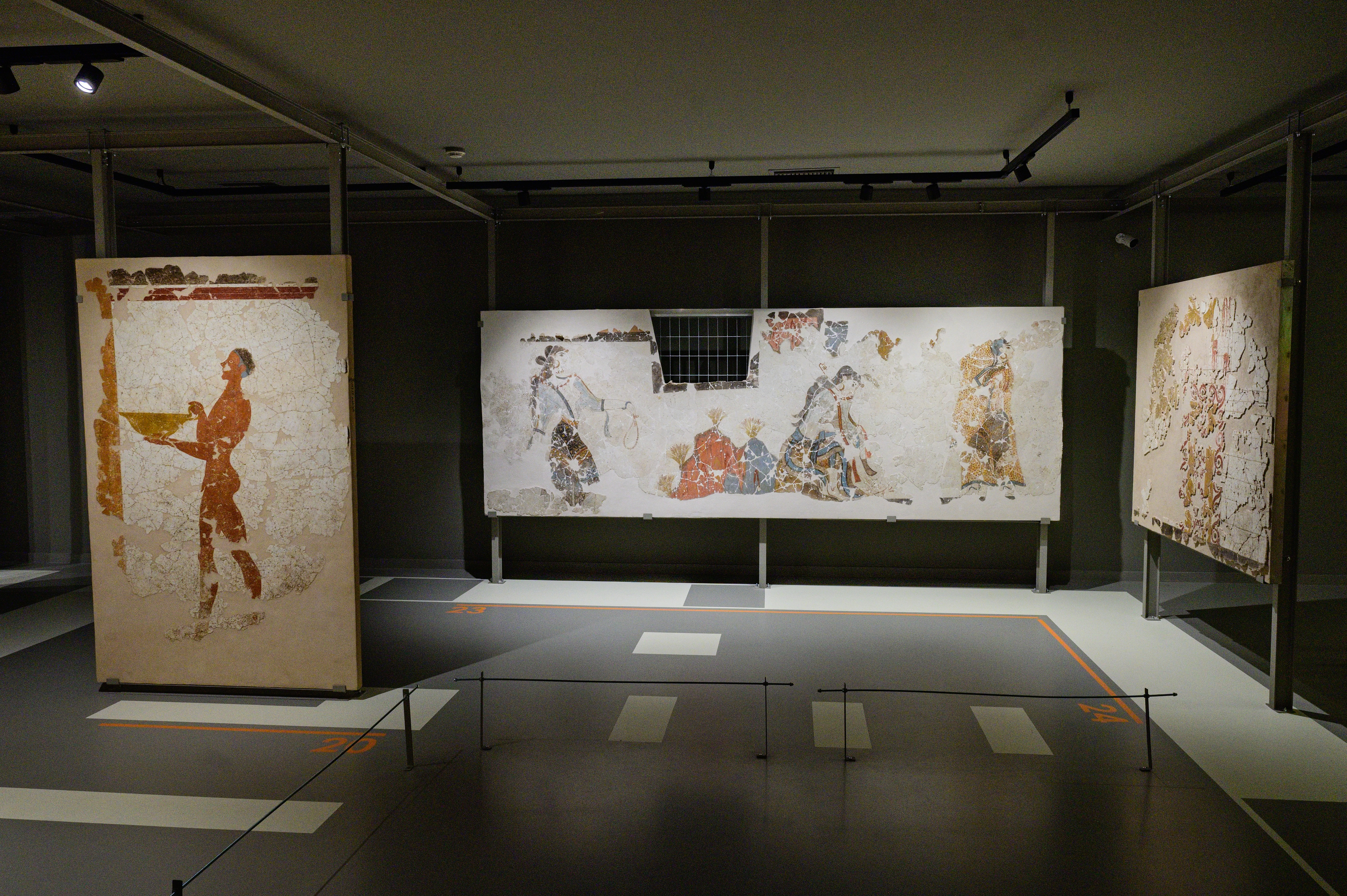
Exposició al costat d'altres fragments de frescos de l'edifici Xest 3

Les adoradores de l'àditon és una pintura trobada a Akrotiri, a l'illa de Tera (Santorí) de les Cíclades (Grècia). Pertany al segle XVII abans de la nostra època, a la civilització minoica.
Igual que la resta de troballes arqueològiques d'Akrotiri, aquest fresc va romandre sota la capa de cendres del volcà que va esclatar en una data que les anàlisis científiques solen situar al voltant del  1628-27 abans de la nostra era. A partir del 1967, les excavacions arqueològiques tragueren a la llum alguns dels edificis soterrats, mentre uns altres romanen encara sota terra.

## Descripció
Aquest fresc representa tres dones amb diferents vestits, joies luxoses i pentinats elaborats, que caminen cap al que sembla un espai sagrat. La figura de l'esquerra porta un collaret a la mà i té les sines descobertes. Duu al voltant del pit una garlanda d'estams de safrà. La del centre està asseguda curant-se una ferida del peu que descansa en una planta de safrà. Duu el cabell nugat amb una agulla daurada i adornada amb una branca que sembla d'olivera i una flor d'iris. La de la dreta duu una espècie de vel clapejat i té rapat part del cabell. En deu ser la més jove, la qual cosa es dedueix perquè part del cap està rapada i per l'absència de mamelles. Aquesta figura sembla que té el tors girat cap a l'esquerra però mira cap a la dreta, on, al mur adjacent, es representa un portal molt decorat i sobre ell un símbol conegut com a banyes de consagració i un arbre. El safrà es troba present en les tres figures.
Aquesta pintura aparegué entre les restes de l'edifici de tres plantes anomenat Xest 3. Sota el fresc es troba un tipus de recinte conegut en el món minoic, però la funció del qual és objecte de debat, denominat, bany lustral. Al mateix edifici hi havia altres frescos que representaven recol·lectores de safrà i xiquets nus.

## Interpretacions
S'adverteix la presència de la planta del safrà en tota la iconografia de l'edifici Xest 3, i això demostra la importància que se li atorgava a aquesta planta en relació amb determinats rituals. Es creu que aquest fresc podria formar-ne una unitat temàtica amb un altre denominat com Les recol·lectores de safrà que era a la planta superior.
S'ha suggerit que la pintura devia ser una representació del matrimoni, o potser d'un ritu de pas de la infantesa a l'etapa adulta de la figura amb vel situada a la dreta. El cap parcialment rapat n'és un tret que es vincula a adolescents en procés d'iniciació, i que es repeteix en altres frescos trobats a Akrotiri. Probablement el collaret que duu la figura de l'esquerra siga un regal destinat a la jove que realitzarà el ritu. En tot cas, el desconeixement dels relats mitològics que podrien estar relacionats amb aquesta escena fa difícil una interpretació més precisa del significat.
Pel que fa al safrà, les propietats medicinals se'n posen de manifest en l'escena de curació de la ferida del personatge central. Es tractaria d'una planta que donava prosperitat a l'illa i per açò hi ha autors que pensen que el conjunt d'escenes de Xest 3 podrien representar una festivitat en què es donava gràcies a una divinitat per això. Una altra interpretació relacionada amb el safrà és que les creences en els beneficis d'aquesta planta haurien convertit l'edifici Xest 3 en un lloc on es feien teràpies de curació a l'empara d'una dea de la salut.

D'altra banda, l'entrada que apareix en la paret adjacent de l'est, davall unes banyes de consagració, s'ha comparat amb la que apareix en un ríton trobat al jaciment minoic de Zakros. Sembla que es tractaria de l'entrada a un recinte sagrat (àditon). Es conserven restes de pintura vermella a les banyes, que probablement representava la sang d'un sacrifici.
- Figura de l'esquerra
- Figura central
- Figura de la dreta
- Fragments de l'entrada representada a la paret de l'est